# Останній танець 2
Останній танець 2 — музична драма 2006 року.

## Сюжет
Сара, дівчинка з Чиказького гетто, вступає у престижну школу танців, щоб виконати свою давню мрію — стати балериною. Тут вона повинна довести, що у неї є майбутнє в світі балету.